# Siegfried Schiller
Siegfried Maria Schiller (* 16. Februar 1933 in Simsdorf, Landkreis Jauer; † 9. Mai 2021) war ein deutscher Physiker. Er fungierte ab 1965 als stellvertretender Direktor des Forschungsinstituts Manfred von Ardenne und ab 1980 als Professor an der Technischen Universität Dresden. Ab 1991 leitete er das neugegründete Fraunhofer-Institut für Elektronenstrahl- und Plasmatechnik in Dresden.

## Leben
Siegfried Schiller wurde 1933 in Simsdorf in Niederschlesien geboren und absolvierte nach der Vertreibung ein Studium der Physik an der Universität Leipzig. Ab 1956 war er als wissenschaftlicher Mitarbeiter am Forschungsinstitut Manfred von Ardenne in Dresden tätig, wo er 1960 an der dortigen Technischen Hochschule promovierte. Ab 1965 fungierte er als stellvertretender Direktor des von Manfred von Ardenne geleiteten Instituts, im Jahr 1980 erhielt er außerdem eine Professur für Elektronenstrahltechnologie an der Technischen Universität Dresden. 
Seit 1976 wurde Schiller als IMB mit dem Decknamen „Pistol“ beim Ministerium für Staatssicherheit geführt.
Nach der deutschen Wiedervereinigung wurde er Gründungsdirektor des Fraunhofer-Instituts für Elektronenstrahl- und Plasmatechnik, das 1991 in Dresden aus Arbeitsgruppen des Ardenne-Instituts entstand.
Siegfried Schiller, der Inhaber von über 200 Patenten ist, war ab 1988 korrespondierendes Mitglied der Akademie der Wissenschaften der DDR. In den Jahren 1965, 1977, 1981 und 1984 erhielt er den Nationalpreis der DDR.
Er arbeitete unter anderem mit Manfred von Ardenne, Ullrich Heisig und Siegfried Panzer zusammen.

## Publikationen
- Bedampfungstechnik: Verfahren, Einrichtungen, Anwendungen. Berlin 1975, zweite Auflage 1976 (als Mitautor)
- Elektronenstrahltechnologie. Berlin 1976; Lizenzausgabe Stuttgart 1977; Nachdruck der ersten Auflage, Berlin 1995 (russische Ausgabe, Moskau 1980; englische Ausgabe, New York 1982)